# سأكتب اسمك على الرمال (فلم)
سأكتب اسمك على الرمال1978م فيلم إنتاج مشترك مصري/مغربي، تدور أحداثه حول قضايا التحرير في العالم العربي مثل فيلم جميلة بوحيرد للفنانة ماجدة.

## قصة الفيلم
تحب سعيدية (سميرة سعيد) (عزت العلايلي)،ولكن سعيدة تعيش في الصحراءالمغربية الذي يقوم المستعمر بفصلها عن المغرب الأم.

## طاقم الفيلم
- عزت العلايلي
- سميرة سعيد
- ناهد شريف
- سمير صبري
- أمينة رزق
- مريم فخر الدين

## روابط خارجية
- سأكتب اسمك على الرمال على موقع قاعدة بيانات الأفلام العربية